# Кальюсте, Тыну Хейнович
Тыну Хейнович Кальюсте (эст. Tõnu Kaljuste; род. 28 августа 1953, Таллинн) — эстонский хоровой и оркестровый дирижёр. Лауреат Национальных премий Эстонии в области культуры (1992; 1997; 2005; 2007; 2009; 2025)).

## Биография
Тыну Кальюсте родился в Таллине семье эстонского дирижёра Хейно Кальюсте (1925—1989) и радиожурналистки Лии Кальюсте. В 1971 году окончил Таллиннскую музыкальную школу. Затем до 1976 года учился в Государственной консерватории в Таллинне (сегодня Эстонская музыкальная академия) на отделении хорового и оркестрового дирижирования под руководством Юри Варисте и Романа Матсова. С 1976 по 1978 год он совершенствовал свою квалификацию в Ленинградской консерватории.
Начиная с 1971 года Кальюсте дирижировал основанным в 1966 году его отцом камерным хором «Эллерхайн», а в 1974 году и стал его руководителем. С 1978 по 1980 год Тыну Кальюсте преподавал на отделении хорового дирижирования в Таллиннской государственной консерватории, а с 1978 по 1985 год был дирижёром в Национальной опере Эстонии.
В 1980 году подписал «Письмо сорока» с призывом сохранения эстонской культуры.
В 1980 году камерный хор «Эллерхайн» под руководством Тыну Кальюсте выиграл первую премию на 9-м хоровом конкурсе Белы Бартока в Венгрии. В 1981 году хор был переименован в Камерный хор Государственной филармонии Эстонской ССР (позднее Эстонский филармонический камерный хор). С этого времени Тыну Кальюсте работал исключительно дирижёром. До 2001 года он оставался главным дирижёром хора. Хору и дирижёру посвящено монументальное сочинение Арво Пярта «Канон покаянен», впервые исполненное ими в 1998 году.
С 1994 по 2000 год он был главным дирижёром хора Шведского радио и с 1998 по 2000 главным дирижёром Нидерландского камерного хора. В 2004 году он получил первую премию эстонского государственного фонда Kultuurkapital. С 2004 года Кальюсте является дирижёром ежегодных эстонских фестивалей искусств «Нарген». Лауреат Премии «Грэмми» за исполнение и запись «Плача Адама» Арво Пярта.
Вошёл в составленный в 1999 году по результатам письменного и онлайн-голосования список 100 великих деятелей Эстонии XX века.

## Семья
С 1980 года был женат на актрисе Юлле Кальюсте, брак завершился разводом.

## Награды
- Орден Государственного герба II класса (8 февраля 2000)[6]
- Орден Белой звезды IV класса (9 февраля 1998)[7]
- Крест Признания III класса (8 апреля 2019, Латвия)[8]
- Крест «За заслуги» II класса (2023, Министерство иностранных дел Эстонии)[9]